# Temporada 1968-1969 del Liceu
Darrera òpera cantada al Liceu per Manuel Ausensi, Un ballo in maschera.
| Temporada 1968-1969 del Liceu |                         |                       |                    | |           |                                |
| Òpera                         | Compositor              | Director musical      | Director d'escena  | Papers principals | Producció | Dates                          |
| Madama Butterfly              | Giacomo Puccini         | Adolfo Camozzo        | Dario Dalla Corte  | Atzuko Azuma, Licia Galvano, Maria del Carme Cubells, Giorgio Merighi, Lorenzo Saccomani, Dídac Monjo, Enric Serra, Antoni Borràs, Rafael Campos                                                            |           | 23, 28 novembre; 1, 4 desembre |
| Rigoletto                     | Giuseppe Verdi          | Valentino Barcellesi  | Dario Dalla Corte  | Jaume Aragall (16, 24) / Berardino Trotta (21), Nicolae Herlea (16) / Lorenzo Saccomani (21) / Manuel Ausensi (24), Maria Luisa Cioni (16) / Margherita Rinaldi (21, 24), Dimitri Nabokoff, Marisol Lacalle |           | 16, 18, 20 i 25 de desembre    |
| Don Carlo                     | Giuseppe Verdi          |                       |                    | Pedro Lavirgen |           |                                |
| Il trovatore                  | Giuseppe Verdi          | Anton Guadagno        | Enrico Frigerio    | Dino Dondi, Mirna Lacambra, Zoe Papadakis, Pedro Lavirgen, Dimitri Nabokov, Maria Teresa Batlle, Luis Ara, Eduard Soto                                                                                      |           | 14, 18, 22 novembre            |
| Roberto Devereux              | Gaetano Donizetti       | Carlo Felice Cillario |                    | Bernabé Martí, Montserrat Caballé, Piero Cappuccilli, Bianca Berini |           | novembre                       |
| Manon                         | Jules Massenet          | Anton Guadagno        |                    | Montserrat Caballé, Alain Vanzo |           | desembre                       |
| Les noces de Fígaro           | Wolfgang Amadeus Mozart | Hans Löwlein          | Dídac Monjo        | Lisa della Casa, Heinz Holececk, Ángeles Chamorro, Rudolf Jedlička, Gertrude Jahn, Marisol Lacalle, Lajos Kendy, Luis Ara, Dídac Monjo, Amelia Ruival, Francesc Chico                                       |           | 23 de gener                    |
| Un ballo in maschera          | Giuseppe Verdi          | Fulvio Vernizzi       | Giuseppe De Tomasi | Carlo Bergonzi, Manuel Ausensi, Rita Orlandi Malaspina, Bianca Berini, Annamaria Gasparini, Juan Galindo, Gino Belloni/Massimiliano Malaspina (19, 21 gener), Antoni Borràs, Enric Serra                    |           | 16, 19, 21 gener               |
| Tannhäuser                    | Richard Wagner          |                       |                    | Montserrat Caballé |           | gener                          |
| Maria Stuarda                 | Gaetano Donizetti       | Reynald Giovaninetti  | Bernhard Lefort    | Montserrat Caballé, Ina Delcampo, Pierre Duval, John Darrenkamp, Raimon Torres, Maria Coronada |           | 5 de gener                     |